# Pseudodirphia
Genre
Le genre Pseudodirphia  regroupe des papillons appartenant à la famille des Saturniidae.

## Liste d'espèces
Selon NCBI (7 janv. 2013) :
- Pseudodirphia agis
- Pseudodirphia eumedide
- Pseudodirphia marxi
- Pseudodirphia menander
- Pseudodirphia obliqua
- Pseudodirphia regia